# Virton
Virton (niem. Wirten, wa. Vierton) – miasto w południowo-wschodniej Belgii, w Regionie Walońskim, w prowincji Luksemburg, siedziba administracyjna okręgu Virton. 1 stycznia 2024 roku liczyło 11 638 mieszkańców.    

## Podział administracyjny
W skład miasta wchodzi pięć dzielnic (section):
- Bleid
- Ethe
- Latour
- Ruette (Rödchen)
- Saint-Mard